# Delrioite
La delrioite è un minerale. Ha preso il nome dal suo scopritore, il mineralogista messicano  
Andres M. del Rio (1764-1849).